# Generations (álbum de Journey)
Generations es un álbum de estudio de la banda estadounidense Journey. Es el segundo álbum de la banda con el vocalista Steve Augeri y el baterista Deen Castronovo. Alcanzó el puesto No. 170 en las listas Billboard 200.

## Lista de canciones
| N.º | Título                        | Escritor(es)                             | Duración |  |
| 1.  | «Faith in the Heartland»      | Neal Schon, Jonathan Cain, Steve Augeri  | 6:56     |  |
| 2.  | «The Place in Your Heart»     | N. Schon, Cain                           | 4:20     |  |
| 3.  | «A Better Life»               | N. Schon, Cain                           | 5:40     |  |
| 4.  | «Every Generation»            | N. Schon, Cain                           | 5:52     |  |
| 5.  | «Butterfly (She Flies Alone)» | Augeri                                   | 5:56     |  |
| 6.  | «Believe»                     | Augeri, Tommy De Rossi                   | 5:41     |  |
| 7.  | «Knowing That You Love Me»    | Cain                                     | 5:21     |  |
| 8.  | «Out of Harms Way»            | N. Schon, Cain                           | 5:14     |  |
| 9.  | «In Self-Defense»             | N. Schon, Cain, Steve Perry              | 3:10     |  |
| 10. | «Better Together»             | N. Schon, Cain, Augeri                   | 5:05     |  |
| 11. | «Gone Crazy»                  | N. Schon, Amber Schon, Cain, Kim Tribble | 4:04     |  |
| 12. | «Beyond the Clouds»           | N. Schon, Augeri                         | 6:54     |  |
| 13. | «Never Too Late»              | N. Schon, Cain, Jack Blades              | 4:59     |  |
| 14. | «Pride of the Family»         | Cain                                     | 4:00     |  |

## Personal
- Steve Augeri - voz
- Neal Schon - guitarra
- Jonathan Cain - teclados
- Ross Valory - bajo
- Deen Castronovo - batería